# Walter Pintos Risso
Walter Pintos Risso (Montevideo, 8 de agosto de 1906 - 5 de marzo de 2003), arquitecto y político uruguayo, perteneciente al Partido Colorado.

## Biografía
Fue el constructor del primer edificio moderno de Uruguay, el Edificio Pinar, situado en Punta del Este y construido en 1949 bajo el régimen de propiedad horizontal. También fue ministro de Obras Públicas entre 1967 y 1972, doctor Honoris Causa de la Facultad de Medicina (1998) y empresario de la construcción. Asimismo, presidió la Cámara de Propiedad Horizontal (1956-1959) y formó parte de la Comisión Directiva de la Sociedad de Arquitectos del Uruguay (1940-1942). También presidió la Comisión Técnica Mixta de Salto Grande (1973), la Comisión Coordinadora del proyecto Complejo Cultural del Sodre (1987-1988), así como la Comisión pro puente Colonia-Buenos Aires (1986-1988), el Comité Ejecutivo de las Obras Pro Remodelación y Ampliación del Hospital Maciel y la Comisión Honoraria de la Lucha contra el Cáncer. Fue fundador y socio honorario de la Asociación de Promotores Privados de la Construcción del Uruguay (APPCU). En las elecciones de 1971 fue candidato a intendente por el departamento de Montevideo por el Partido Colorado.
Comenzó a trabajar en 1925, cuando tenía 17 años de edad, en la fábrica de calentadores de su padre, Saturnino Pintos Ríos. Ese mismo año ingresó en la Facultad de Arquitectura de la Universidad de la República, de la que egresó con el título de arquitecto en 1934. Dos años después, emprendió un viaje por Europa con el objetivo de conocer de cerca los últimos diseños de arquitectura y visitar museos.
De regreso conoció a la italiana Raquel Surmani, la que con el tiempo se convertiría en su esposa y madre de sus tres hijos: Walter Silvio (quien contrajo matrimonio con la celebrada concertista de piano Nybia Mariño), Ivonne y Ana María.
Sus comienzos fueron en un sótano ubicado en el fondo de la fábrica de su padre, junto a un ayudante de arquitecto. En 1937, ingresó al estudio de la reconocida firma de arquitectos Gori Salvo y Muracciole. Tres años más tarde fundó la empresa Pintos Risso, logrando revolucionar el mercado de viviendas. Walter Pintos Risso se retiró de su empresa en 1995, luego de construir un edificio en la rambla montevideana que destaca por su forma ondulada.
En cuanto a su gestión como ministro de Obras Públicas, Pintos Risso impulsó la construcción de escuelas, hospitales, el trébol y el puente sobre la Ruta Interbalnearia en Atlántida, el primer puente internacional Paysandú-Colón y la costanera de Punta del Este, todo ello gracias a una política inédita de obras por convenios con empresas privadas.
| Predecesor: Heraclito Ruggia | Ministro de Obras Públicas 1967 - 1973 | Sucesor: Ángel Servetti |